# Willie Fernie
William "Willie" Fernie (Kinglassie, 22 de novembro de 1928 - 1 de julho e 2011) foi um futebolista escocês que atuava como atacante.

## Carreira
Willie Fernie fez parte do elenco da Seleção Escocesa de Futebol, na Copa do Mundo de 1954 e 1958.[carece de fontes?]